# Radio Blagon
Radio Blagon es una estación de radio por Internet independiente y asociativa, su base está cerca de Burdeos, en el sudoeste de Francia. 
La estación fue creada en octubre de 2004 y su objetivo es la difusión y promoción de música francófona de estilos muy diversos, como rock, reggae, música electrónica, etc. 
La mayor parte de los artistas promovidos en esta radio pertenecen a la escena alternativa de la música francófona. Además de un continuo stream que fluye de la música francófona, la estación realiza regularmente difusiones con los asuntos que se extienden de entrevistas, de informes y de sucesos actuales. Es una de las primeras estaciones de radio por Internet que ofrece una rama radiofónica, o sea una opción entre diversos canales. 
La estación difunde actualmente siete canales musicales y un canal de video.

## Contenido
Radio Blagon emite música por Internet a través de ocho canales diferentes: siete musicales y uno de video. Los siete canales musicales se llaman Rock Français, Scène française, Canal Hard, Canal festif, Canal électro-rock, Canal ambient y Canal Reggae Iles. El último canal, llamado Télé Blagon, es una televisión por Internet, por donde se emiten videos de música. Los canales musicales se suministran desde tres servidores localizados en París conectados con fibra óptica que permiten una anchura de banda de 300 Mbits/s. Estos servidores pueden recibir mil oyentes simultáneamente. La música se suministra en 128 kbps o 192 kbps. 
Radio Blagon promueve a artistas de orígenes geográficos muy diversos; hay grupos no sólo de Francia sino también de otras regiones francófonas, como Quebec, Suiza, Bélgica, Malí, Costa de Marfil o Haití. 
La estación intenta también promover a artistas auto-producidos o desconocidos. Los oyentes participan regularmente en la programación recomendando a nuevos grupos en el foro de la radio.
Además, Radio Blagon realiza entrevistas de francófonos bien conocidos, por ejemplo Thiéfaine, Les Têtes Raides, Les Wampas, Tryo o Denis Barthe (miembro de Noir Désir). Las entrevistas están disponibles libremente en la página web de Radio Blagon, adentro de podcasts de iTunes o en los directorios franceses. Estas entrevistas contribuyen mucho a la notoriedad de la estación de radio. La actividad de su sitio web sube mucho después de colgar las nuevas entrevistas.

## Los canales
- Rock Français: este canal toca nueva música de la escena alternativa francófona. Es el canal más escuchado por la gente.
- Scène française: parece como Rock français pero en una versión más accesible, fluye grupos menos revendicados.
- Canal hard: este canal recolecta todo que sea menos ordinario entre la escena francófona.
- Canal festif: este canal toca todo tipo de música festiva.
- Canal électro-rock: este canal toca varios tipos de rock y música electrónica.
- Canal ambient: en este canal se toca música para relajar como chillout.
- Canal Reggae Iles: este canal pasa música del Caribe como zouk y reggae.
- Télé Blagon: este canal es una televisión por Internet, toca vídeos musicales de grupos de música francofóna.

## Organización
La estación está manejada por administradores voluntarios y está libre de publicidad. Los organizadores crearon una asociación para poder ensamblar las contribuciones de los medios necesitados para obtener los derechos que la radio y la página web requieren. 
Desde marzo de 2006, Radio Blagon ha sido miembro de la Association Nationale des Webradio (Asociación Nacional de las radios Internet), una asociación creada para defender los intereses legales de las estaciones francesas de radio por Internet. 

## Otras actividades
Radio Blagon es socio de algunos festivales musicales como el festival D'Hilbesheim en Alsacia y Le tremplin rock de Lanton en Aquitaine. El 19 de agosto de 2006, la estación llevó a cabo un concierto solidario con los niños de Haití, en el que participaron los artistas Idy Oulo (de Camerún) y Bob Bovano (de Haití). Todos los beneficios fueron transferidos a los niños de Haití. Otro concierto se planea para el agosto de 2007. 
Finalmente, la estación es el redactor del álbum de Nicogé, cantante del grupo Le Clandestin, que estará disponible hacia finales de 2006.

## Estadísticas
Desde su puesta en línea, Radio Blagon de radio está en progresión constante, cada mes: 
- 200.000: número de personas que escuchan Radio Blagon
- 100.000: número de conexiones registradas en Télé Blagon
- 70.000: número de conexiones a la página web de Radio Blagon
- 3.000: número de descargas de las entrevistas en la página web

Aproximadamente 3.000 diversas canciones se tocan en los varios canales, incluyendo 2.000 para el canal Rock Français.